# Kentarō Shigematsu
Kentarō Shigematsu (jap. 重松 健太郎 Shigematsu Kentarō; ur. 15 kwietnia 1991) – japoński piłkarz występujący na pozycji napastnika. Obecnie występuje w FC Machida Zelvia.

## Kariera klubowa
Od 2010 roku występował w klubach F.C. Tokyo, Avispa Fukuoka, Ehime FC, Tochigi SC i FC Machida Zelvia.